# Pachynoa
Pachynoa és un gènere d'arnes de la família Crambidae.

## Taxonomia
- Pachynoa circulalis Sauber in Semper, 1899
- Pachynoa fruhstorferi E. Hering, 1903
- Pachynoa fuscilalis Hampson, 1891
- Pachynoa grossalis (Guenée, 1854)
- Pachynoa hypsalis Hampson, 1896
- Pachynoa interrupta Whalley, 1962
- Pachynoa mineusalis (Walker, 1859)
- Pachynoa purpuralis Walker, 1866
- Pachynoa spilosomoides (Moore, 1886)
- Pachynoa thoosalis (Walker, 1859)
- Pachynoa umbrigera Meyrick, 1938
- Pachynoa xanthochyta Turner, 1933